# Ивинская, Татьяна Михайловна
Татьяна Михайловна Ивинская (после замужества — Белошапка) (род. 27 марта 1958, Витебск) — советская баскетболистка. Заслуженный мастер спорта СССР (1980). Форвард.
Окончила Белорусский ГИФК.

## Биография
Родилась 27 марта 1958 года в Витебске. Когда Татьяне было 5 месяцев, умер ее отец, сотрудник Витебского обкома КПСС, который был найден повешенным в санатории.
Заниматься баскетболом начала с 3-го класса по примеру своих старших брата и сестры. Первый тренер — Людмила Иосифовна Гусева.
Первый ее значительный успех связан со Всесоюзными юношескими играми, проходившими в Вильнюсе в 1973 году, где она определяла игру сборной Белоруской ССР, умело действуя под щитом, а команда по итогам турнира заняла третье место. На способную девочку обратили внимание тренеры юниорской сборной страны. В 15 лет она вошла в команду, в которой практически все были на три года старше. Первый же Чемпионат Европы среди юниоров, проходивший в итальянских городах Сан-Ремо и Лоано, подтвердил правильность того, что ее взяли в команду, а советская сборная на турнире взяла 1-е место.
В том же 1973 году была принята в команду мастеров «Горизонт» к Семену Львовичу Халипскому, где тоже стала самой младшей. Вместе с командой поднялась из первой лиги в высшую.
В 1975 году на одном из подготовительных сборов получила серьезную травму колена: на тренировке ей наступили на ногу и одновременно сильно толкнули. Спортсменка лечилась долго время, а после выздоровления снова выступала за юношескую сборную СССР, с которой вновь взяла золото турнира в 1977 году.
Вскоре юную спортсменку позвали в ленинградский «Спартак», где она выступала 2 сезона и дважды с командой останавливалась на 4-м месте турнирной таблицы.
В 1979 году вернулась в Минск, продолжив выступления за «Горизонт». Игру баскетболистки заметила главный тренер женской сборной СССР Лидия Владимировна Алексеева, привлекшая в итоге ее к играм сборной. Ивинская была включена в олимпийскую сборную СССР, выходила в каждом матче московской олимпиады и внесла свой посильный вклад в победу на турнире. Через неделю после финала Ивинская вышла замуж и сменила фамилию на Белошапко.
Летом 1983 года вместе с командой Белорусской ССР стала бронзовым призером Спартакиады народов СССР. В том же году стала чемпионом мира.
В 1984 году стала победительницей соревнований «Дружба-84».
В 1985 году стала чемпионкой Европы. В том же году стала чемпионкой всемирной Универсиады.
В 1986 году групповой этап чемпионата мира должен был проходить в Минске и Белошапко рассчитывала попасть в сборную и выступить перед родной публикой. Однако в сборной сменился тренер и в состав команды ее не взяли.
По окончании сезона 1985/86 приняла решение завершить игровую карьеру из-за последствий травм и стала работать сотрудником спортивной кафедры Белорусского государственного экономического университета.
В начале 90-х провела один сезон в Польше, но удовольствия от игры не получала. Кроме того, обострились старые спортивные травмы, а руководство клуба не захотело полностью рассчитаться с баскетболисткой по контракту. В итоге Белошапко вернулась в Минск, где 5 лет работала в одной из ДЮСШ.
В 2000 году снова стала работать на спортивной кафедре БГЭУ.

### Семья
Замужем, воспитала двоих сыновей (1981 г.р. и 1987 г.р.).

## Достижения
- Чемпионка ОИ-80
- Чемпионка мира 1983
- Чемпионка Европы 1985
- Победительница соревнований «Дружба-84»
- Серебряный призер Игр доброй воли 1986
- Чемпион всемирной Универсиады 1985
- Бронзовый призер Спартакиады народов СССР 1983
- Награждена двумя медалями «За трудовую доблесть» (?, 1985), медалью НОК Республики Беларусь.